# Krajowy Rejestr Długów
Krajowy Rejestr Długów Biuro Informacji Gospodarczej Spółka Akcyjna (KRD BIG S.A.) – pierwsze polskie przedsiębiorstwo z sektora prywatnego działające w formie biura informacji gospodarczej funkcjonujące od 4 sierpnia 2003. Przedsiębiorstwo funkcjonowało jeszcze przed wejściem w życie ustawy o udostępnianiu informacji gospodarczych. Przyjmuje, przechowuje i udostępnia dane na temat sytuacji finansowej firm oraz konsumentów.

## Historia
KRD BIG SA działa od 4 sierpnia 2003 r. Podstawą jego działalności jest Ustawa z dnia 9 kwietnia 2010 r. o udostępnianiu informacji gospodarczych i wymianie danych gospodarczych. Jest jednym z podmiotów powiązanych z marką  Kaczmarski Group – grupy spółek wyspecjalizowanych w zarządzaniu należnościami i świadczeniu usług finansowych zarówno dla przedsiębiorców, jak i dla osób fizycznych.
Od 2008 r. patronuje programowi Rzetelna Firma, przyznającemu certyfikaty o tej samej nazwie. Aby otrzymać certyfikat, przedsiębiorstwo musi przejść pozytywną weryfikację w bazie KRD BIG SA oraz potwierdzić, że akceptuje zasady Kodeksu Etycznego Rzetelnej Firmy  i stosuje się do nich w bieżącej działalności.
Również od 2008 r. KRD BIG SA jest organizatorem gali „Skrzydła KRD”, podczas której nagradza specjalną statuetką firmy, organizacje, jednostki samorządowe i dziennikarzy z całej Polski, którzy w szczególny sposób przyczynili się do propagowania etyki i bezpieczeństwa w obrocie gospodarczym.
KRD BIG SA jest członkiem Związku Przedsiębiorstw Finansowych w Polsce – organizacji skupiającej ponad 100 kluczowych przedsiębiorstw z krajowego rynku finansowego, która jest Członkiem Rady Rozwoju Rynku Finansowego, powołanej do życia przez Ministra Finansów.
Od 2013 r. należy również do Konfederacji Lewiatan – organizacji biznesowej, reprezentującej interesy pracodawców w Polsce i Unii Europejskiej. Ponadto jest członkiem Zachodniej Izby Gospodarczej –  organizacji samorządu gospodarczego, powołanej do ochrony i reprezentowania interesów gospodarczych zrzeszonych w niej podmiotów oraz rozwijania współpracy z samorządami oraz innymi organizacjami.
Eksperci KRD są prelegentami podczas konferencji i debat ekonomicznych. Komentują trendy makro i mikro w poszczególnych gałęziach gospodarki oraz prezentują aktualne dane dotyczące zadłużenia branż. Występowali m.in. na Europejskim Kongresie Gospodarczym, Samorządowym Forum Kapitału i Finansów, Kongresie Business without Limits, Kongresie Regulacji Prawnych, Kongresie Zarządzania Wierzytelnościami, April Consumer Credit Days i wielu innych.
Od 2019 r. firma jest też organizatorem jednego z wydarzeń podczas Forum Ekonomicznego w Krynicy.
W 2020 r. KRD BIG SA stworzył autorskie badanie „KoronaBilans MŚP”, prezentujące kondycję małych i średnich firm podczas pandemii koronawirusa. Sprawdzał m.in. ogólną ocenę nastrojów i kondycji MŚP, wpływ koronawirusa na działalność firm oraz deklaracje przedsiębiorców odnośnie do planowanych inwestycji, zatrudnienia czy zainteresowania pomocą finansową ze strony rządu. Uruchomił także platformę, na której umieszcza szczegółowe wyniki tego badania oraz publikuje je szeroko w mediach.
KRD sponsoruje liczne wydarzenia sportowe, kulturalne i gospodarcze. M.in. pierwszoligową koszykarską drużynę Solpark Kleszczów Pabianice, cykl turniejów golfowych KRD Golf Business League, rozgrywki na polu Toya Golf, Festiwal Teatralny „Dialog” czy Letni Festiwal Operowy. Jest także partnerem Gazel Biznesu – rankingu najdynamiczniej rozwijających się małych i średnich firm, publikowanego w Pulsie Biznesu.
Do KRD BIG SA informacje o dłużnikach przekazują:
– banki
– ubezpieczyciele,
– firmy leasingowe,
– firmy pożyczkowe,
– telekomy,
– firmy transportowe,
– firmy z branży nieruchomości,
– podmioty z sektora energetycznego,
– firmy farmaceutyczne,
– firmy spożywcze,
– hurtownie,
– sklepy stacjonarne,
– sklepy internetowe,
– osoby fizyczne posiadające tytuł wykonawczy.

## Usługi
Do rejestrów KRD mogą trafić zarówno osoby prywatne, których zadłużenie przekracza 200 zł, jak i firmy zadłużone na kwotę min. 500 zł. Aby wpis został przyjęty, musi minąć 30 dni od daty wymaganej płatności, w tym 30 dni od chwili poinformowania dłużnika przez wierzyciela, że ten zamierza wpisać go do Krajowego Rejestru Długów.
Informacja o zadłużeniu widnieje w rejestrach Krajowego Rejestru Długów do chwili jego uregulowania. Wierzyciel powinien poinformować KRD o spłacie zobowiązania w ciągu 14 dni od zaistnienia tego faktu, a Rejestr ma 7 dni na zrealizowanie dyspozycji.
Zakres usług KRD obejmuje:
- dopisanie dłużnika do rejestru przez wierzyciela,
- sprawdzanie firm i osób prywatnych pod kątem ich wiarygodności finansowej (w tym celu należy zalogować się do panelu klienta, zlecić przygotowanie raportu i wnieść wymaganą opłatę),
- monitorowanie kontrahentów,
- możliwość pobrania raportu na swój temat wraz z rejestrem zapytań,

Dłużnik może też zgłosić sprzeciw wobec danych na jego temat, domagając się ich uaktualnienia lub usunięcia w całości.
Współpraca z KRD BIG SA umożliwia zapobieganie powstawaniu zadłużenia w wielu sektorach gospodarki, zwiększa szanse na odzyskanie należności, pozwala utrzymywać długoletnie umowy o współpracy z podwykonawcami i zachować stabilną pozycję finansową. Z usług KRD BIG SA korzystają firmy, samorządy i konsumenci.

## Członkostwo
KRD BIG SA uzyskało certyfikację według normy ISO 9001:2015. Firma jest członkiem Polskiego Związku Pracodawców Instytucji Finansowych zrzeszonych w Konfederacji Lewiatan, Polskiego Związku Zarządzania Wierzytelnościami oraz Związku Przedsiębiorstw Finansowych w Polsce.

## Raporty i publikacje
KRD BIG SA publikuje informacje z własnych baz danych o zadłużeniu poszczególnych sektorów gospodarki, np. branży farmaceutycznej, transportowej, hotelarskiej, motoryzacyjnej, spółek giełdowych, a także grup społecznych, m.in. studentów, emerytów, osób zalegających z płatnością alimentów. Pokazuje wielkość zobowiązań i liczbę dłużników-rekordzistów w swoich kategoriach.
We współpracy z zewnętrznymi ekspertami regularnie przygotowuje także pogłębione raporty analityczne o sytuacji finansowej branż i konsumentów, czy opracowywany cyklicznie od 2009 r. „Portfel należności polskich przedsiębiorstw”, który na bieżąco monitoruje stan należności w polskich przedsiębiorstwach. Raporty te są przytaczane w mediach, a także służą jako materiał merytoryczny w debatach publicznych. Ponadto raporty i dane KRD BIG SA są wykorzystywane w trakcie procesów legislacyjnych przez szereg ministerstw.

## Akcje społeczne i edukacyjne
KRD od początku działalności inicjował różne akcje i kampanie edukacyjne, które miały na celu uświadomienie opinii publicznej i przedsiębiorcom, jak ważna jest spłata zadłużenia i konieczność weryfikacji kontrahentów przed nawiązaniem współpracy. Edukował również w zakresie zrównoważonych zakupów i bezpieczeństwa finansowego. Najważniejsze z nich to:
·       Wielkie Wiosenne Sprzątanie Długów (2004–2015) – kampania społeczna, pozwalająca małym firmom skutecznie i całkowicie bezpłatnie odzyskać pieniądze od dłużników. Towarzyszył jej cykl happeningów organizowanych w największych miastach Polski. Akcja skierowana była do małych i średnich firm, które były najbardziej zagrożone bankructwem z powodu zatorów płatniczych. Każdy przedsiębiorca, który w trakcie trwania kampanii podpisał umowę z KRD, mógł bezpłatnie umieścić w rejestrze dowolną liczbę swoich dłużników. Dzięki tej akcji 51,2 tys. firm odzyskało łącznie 1,6 mld zł od swoich dłużników.
·       „Polka kupuje świadomie” (2011–2012) – w 2011 r. KRD oraz TNS OBOP, opracowały kompleksowy raport dotyczący konsumenckich zwyczajów i nawyków kobiet w Polsce. Wynikało z niego, że Polki są nie tylko oszczędne, ale też z dużą rozwagą podchodzą do kwestii wydatków. Na podstawie raportu stworzono cykl artykułów edukacyjnych o tym, jak rozsądnie robić zakupy. Ambasadorką akcji była dziennikarka telewizyjna Katarzyna Bosacka, znana m.in. z programu Wiem, co jem i wiem, co kupuję, który od września 2010 prowadziła w telewizji TVN Style.
·       „Bezpieczna w Biznesie” (2012–2013) – cykl spotkań biznesowych w największych miastach Polski zorganizowanych przez KRD dla kobiet prowadzących własną działalność gospodarczą. Na spotkaniach przedsiębiorcze panie dowiadywały się, jak zadbać o bezpieczeństwo finansowe firmy, jak chronić swoje prawa, jednocześnie zachowując dobre relacje z klientem, jak radzić sobie z nierzetelnymi kontrahentami, jak zbudować wizerunek rzetelnej firmy. W gronie zaproszonych ekspertów byli m.in. Bożena Batycka, właścicielka firmy Batycki, Anna Fibak, wiceprezes Polskiego Stowarzyszenia Kobiet Biznesu, Jolanta Radziszewska, właścicielka firmy Batida, Beata Kornet ze Stowarzyszenia Wolna Przedsiębiorczość, Anna Gawęska-Dąbrowska, prezes Ultimo, Patrycja Popławska, właścicielka firmy Clarena, Leszek Mellibruda, psycholog biznesu, Anna Marcinkowska, prawnik, Maciej Kałużniak, ekspert ds. zarządzania należnościami, Piotr Ławacz, trener i psycholog społeczny, Teresa Kamińska, prezes Pomorskiej Specjalnej Strefy Ekonomicznej i inni.
·       „Bezpieczny Debiut” (2012) – program edukacyjny KRD pod patronatem Ministerstwa Gospodarki, który miał pomóc nowo powstałym firmom przetrwać bezpiecznie pierwsze pół roku działalności. Zapewniał wsparcie dla firm startujących w biznesie. Edukował, jakie zagrożenia mogą płynąć ze współpracy z nierzetelnymi kontrahentami, a także chronił początkujących przedsiębiorców przed konsekwencjami relacji z nieuczciwymi uczestnikami rynku. Program skierowany był do firm, które prowadzą działalność nie dłużej niż 6 miesięcy. Oficjalnymi partnerami projektu Bezpieczny Debiut były m.in. Dolnośląska Agencja Rozwoju Regionalnego S.A., StreamSoft, Infor – wydawca Dziennika Gazety Prawnej, a także Rzetelna Firma.
·        „Nie gap się, bo zostaniesz gapowiczem” (2012) – wspólna akcja KRD i Zarządu Transportu Miejskiego w Warszawie oraz Miejskiego Przedsiębiorstwa Komunikacji we Wrocławiu, która miała na celu zachęcanie podróżnych do kasowania biletów. To cykl happeningów pod hasłem „Nie gap się, bo zostaniesz gapowiczem”, które miały wszystkim pokazać ten związek, zgodnie ze znaną zasadą, że lepiej zapobiegać niż karać. Akcja prowadzona była na wybranych liniach autobusowych i tramwajowych. Hostessy rozdawały ulotki i zachęcały do kasowania biletów, towarzyszyli im kontrolerzy, którzy wystawiali wezwania do zapłaty za jazdę bez biletu.
·       Akcja „Wakacje pozytywnych doświadczeń” (2013) – letnia kampania edukacyjna KRD i Dolnośląskiej Izby Turystyki ulokowana na plaży w centrum Wrocławia. Bezpłatne zajęcia na wrocławskim bulwarze im. Xawerego Dunikowskiego, mające na celu edukowanie turystów, jak bez przykrych niespodzianek spędzić wakacje, jak sprawdzić wiarygodność finansową biura podróży, gdzie szukać informacji na temat ich zadłużenia i minimalizować ryzyko wyboru nierzetelnego touroperatora.

## Nagrody
KRD BIG SA i jego usługi są laureatami licznych nagród branżowych, wśród których są m.in. Gazele Biznesu, Finansowa Marka Roku, Diamenty Forbesa, Najlepszy Produkt dla Biznesu, Najlepszy Produkt dla MŚP. Adam Łącki, prezes Zarządu KRD BIG SA, znalazł się w gronie 25 Najlepszych Menedżerów magazynu ekonomicznego Home&Market.

## Kontrowersje
Krajowy Rejestr Długów jest patronatem programu Rzetelnej Firmy – przyznającej certyfikaty o tej samej nazwie. Aby otrzymać certyfikat, przedsiębiorstwo musi przejść pozytywną weryfikację w bazie KRD BIG SA oraz potwierdzić, że akceptuje zasady Programu Etycznego Rzetelnej Firmy i stosuje się do nich w bieżącej działalności. Rzetelna Firma była objęta patronatem Ministerstwa Gospodarki, które jednak wycofało się z niego ze względu na licznie zgłaszane zastrzeżenia dotyczące funkcjonowania programu oraz przedstawienie nieprawidłowych informacji w sprawie zamiaru nieosiągania zysku finansowego z prowadzonego przedsięwzięcia. Jako wątpliwą praktykę ocenia się również pobieranie opłat za certyfikat. Zarówno KRD, jak i Rzetelna Firma zarządzane są przez grupę kapitałową Kaczmarski Group.
Od 2010 roku spółka w ramach tego programu przyznaje również Złote Certyfikaty Rzetelności, które są ważne 30 dni od daty wystawienia.